# Римський Уельс
Історія Уельсу в римську епоху почалося в 48 році н.е. з військовим вторгненням імперським намісником римської Британії. Завоювання було завершено до 78, і римське панування тривало, поки регіон не був залишений в 383 році нашої ери. Після завершення завоювань регіон і люди, що живуть там були практично автономними частинами Римської Британії до покинення її римлянами.
Римляни окупували Уельс, за винятком південних прибережних районів Південного Уельсу на схід від півострова Гауер, де існує спадщина романізації і деяких південних районів, таких як армартен. Єдине місто в Уельсі, засноване римлянами, Caerwent, розташоване у Південному Уельсі. Уельс був багатим джерелом мінеральних багатств, і римляни використовували свої інженерні технології для вилучення великої кількості золота, міді та свинцю, а також меншої кількість деяких інших металів, таких як цинк і срібло.

## Передісторія
До і під час римської окупації Британії місцеві жителі залізної доби Англії, бритти, говорили на бритських мовах, а на півдні на кельтських. Області сучасного Уельсу були розділені між декількома племенами: Силури жили на південному сході, а Ордовики в центральному і північному Уельсі. Вони були найсильнішими племенами. Силури і Ордовики надали найбільш завзятий опір римлянам.

## Завоювання

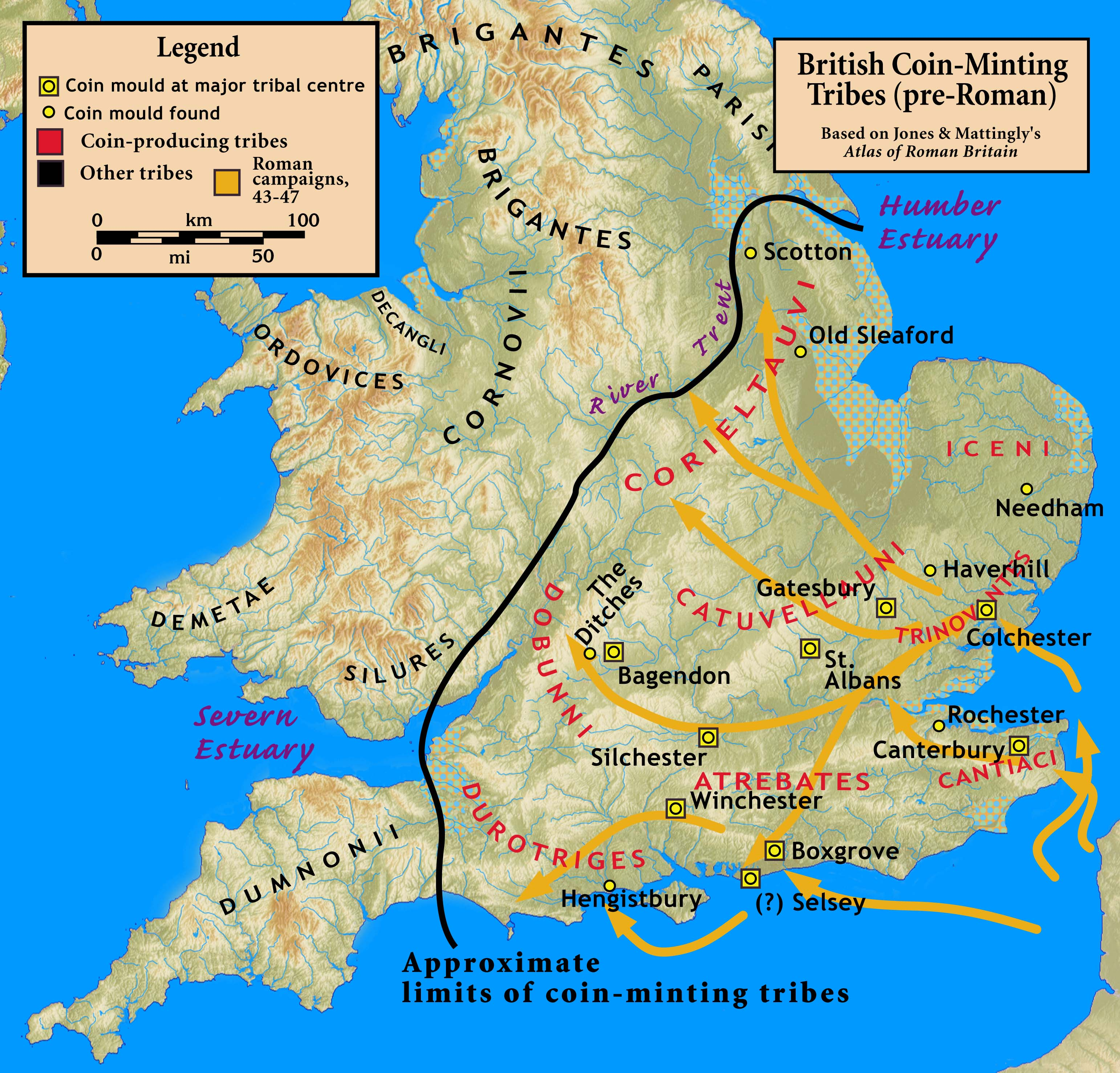
Завоювання Британії римлянами

Перший напад на кельтські племена було вчинено в 48 році. Легат імператора Клавдія Публій Осторій Скапула спочатку напав на декангліїв, які здалися, проявивши незначний опір. Потім римляни провели кампанію проти Силурів і Ордовиків. Кампанія тривала кілька років. Об'єднані сили племен очолив Каратак, який втік з південного сходу Уельсу, захопленого римлянами. У 51 році зазнав серйозної поразки від Осторія. Каратака намагався втекти, але римляни захопили його в полон. Каратака помер в 54 році.

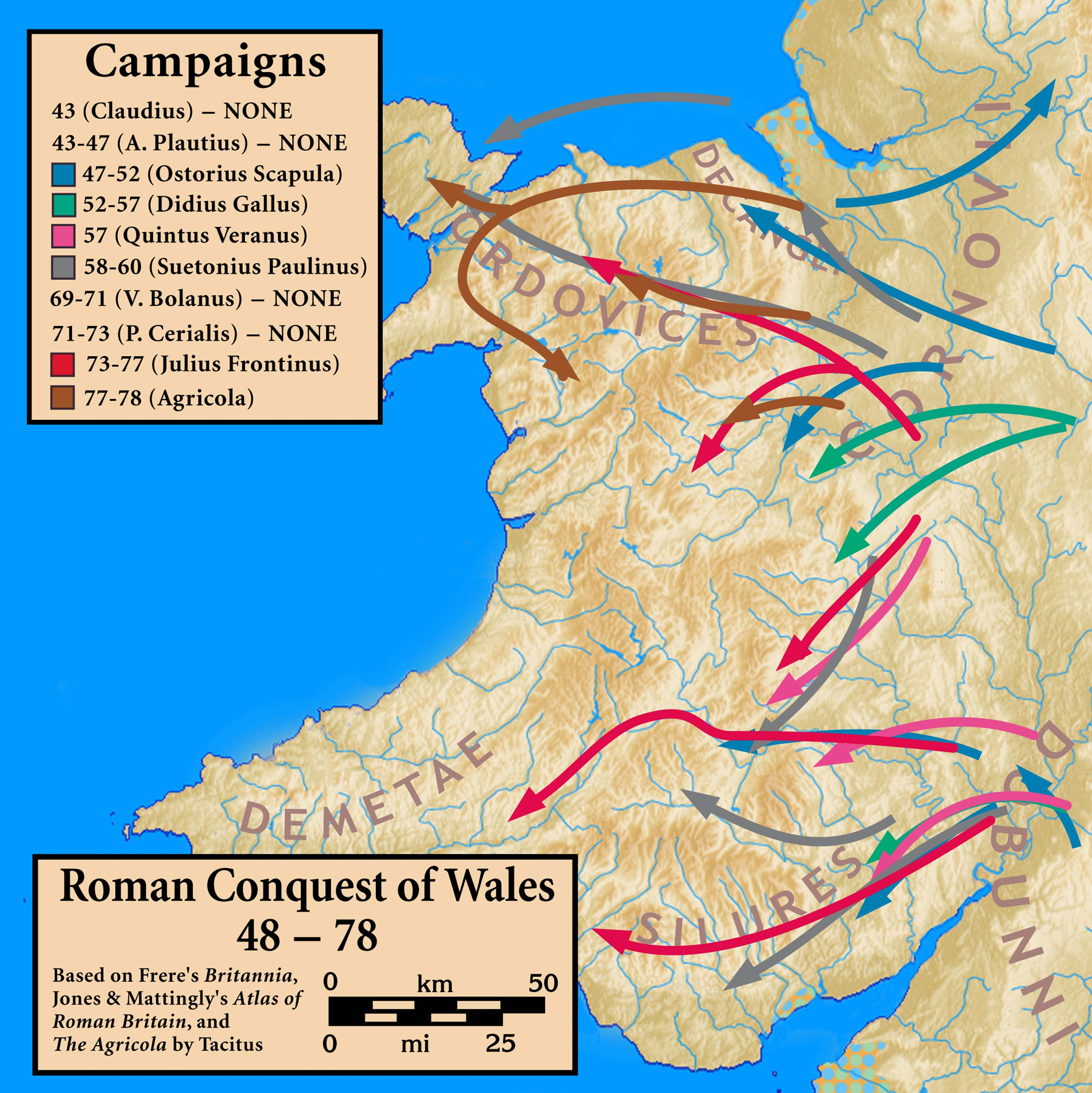
Завоювання Уельсу римлянами

### Опір
Силури не були підкорені, вони вели ефективну партизанську війну проти римських військ. Осторіус загинув в результаті дій силурів, а після його смерті вони здобули перемогу над II легіоном. Після цієї поразки більше не було спроб захопити Уельс до намісника Британії Гая Светонія Пауліна, який захопив острів Англсі в 60 або 61 році. Однак він був змушений відмовитися від наступу, так як зустрів загрозу повстання Боудікки. У 78 році Силурів підкорив Секст Юлій Фронтін. Його наступник, Гней Юлій Агрікола, підкорив Ордовиків в 79 році.

## Окупація
Римляни зайняли весь Уельс, де вони побудували дороги, фортеці, добували золото на Лунтіумі і торгували, але їхні інтереси щодо цього регіону були обмежені через складні кліматичні умови та дефіцит сільськогосподарських земель. Більшість руїн римських споруд в Уельсі носять військовий характер. Уельс контролювали легіони і їх бази: Діва Віктрікс (сучасний Честер) і Іска Аугуста (Каерлеон), дві з трьох таких баз були в Римській Британії, з дорогою, яка зв'язує ці бази з римськими допоміжними фортами, такими як Сегонцій (Карнарвон) і Морідунум (Кармартен). Римляни заснували лише одне місто, Вента Сілурум (Каеруент в Монмутшірі), хоча форт Морідінум згодом був перетворений у цивільне поселення. Сучасний Уельс був частиною Римської Британії, провінція Британія Верхня, а потім ввійшов в провінцію Британія Перша, до якої також входив і південний захід сучасної Англії.

## Видобуток ресурсів

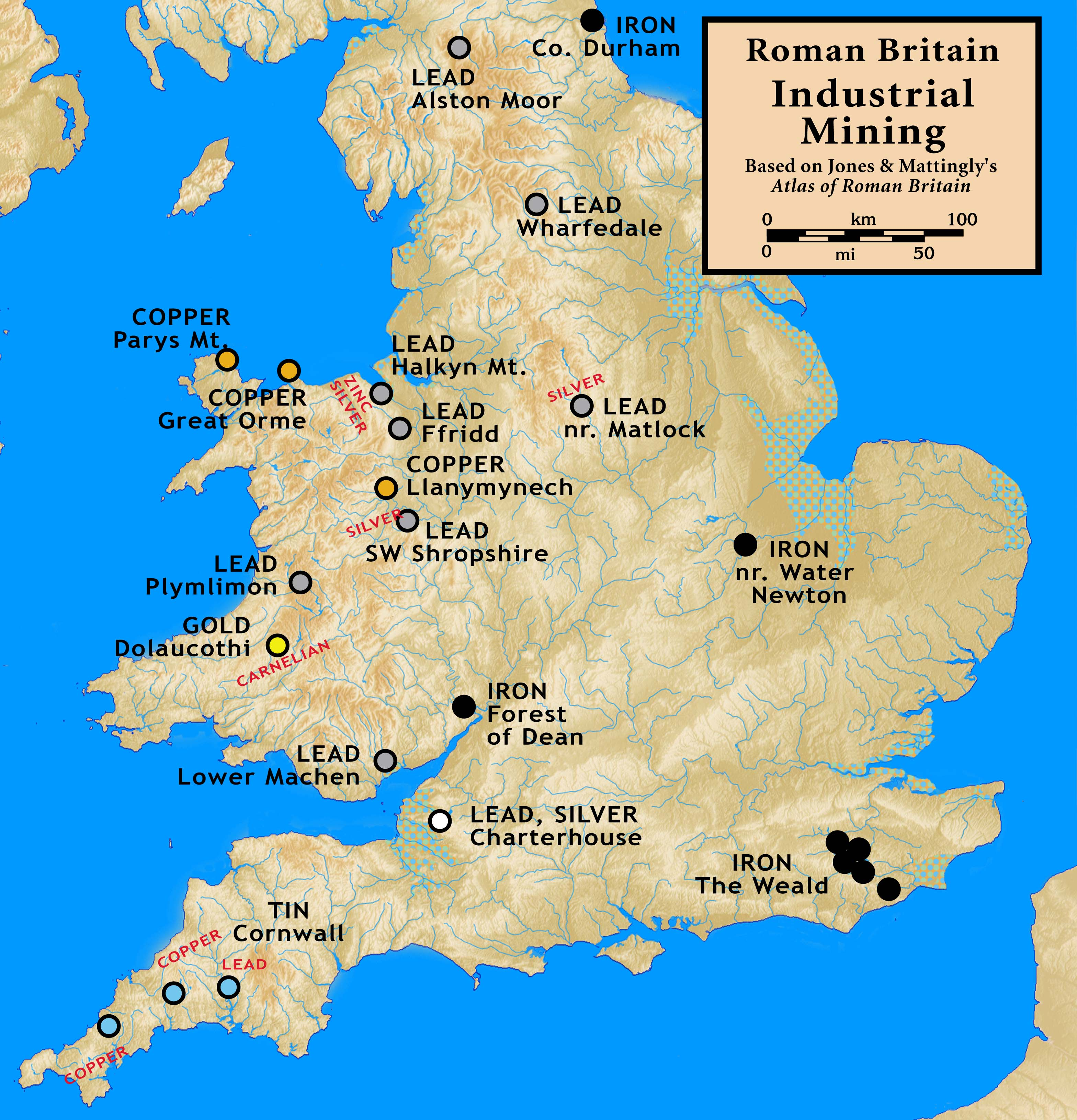
Видобуток ресурсів у Британії

Мінеральні багатства Великої Британії були добре відомі до римського вторгнення і були одними з очікуваних вигод від завоювання. Всі видобутку корисних копалин були спонсоровані державою і під контролем військових, так як право на розробку родовища належало імператору. Його агенти незабаром виявили значні поклади золота, міді та свинцю в Уельсі, а також деякі запаси цинку і срібла. Золото видобувалося в Долаукоті.

## Романізація

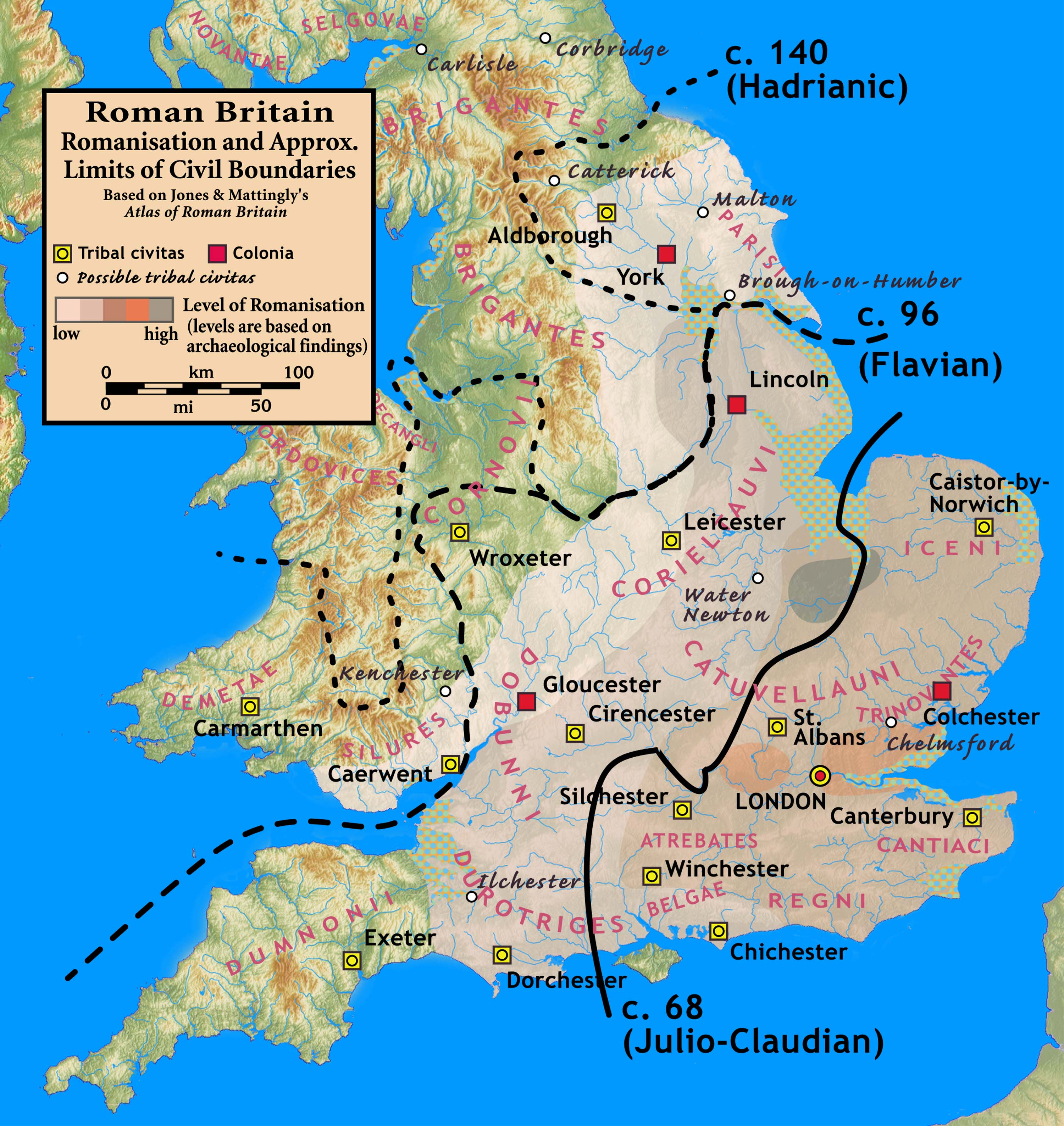
Романізація Британії

Римляни зайняли всю область, тепер відому як Уельс, де вони побудували римські дороги і римські форти, добували золото і проводили торгівлю, але їх інтереси в області було обмеженими через складну географію і брак плоскої землі сільськогосподарського призначення. Більшість римських руїн в Уельсі є військовими за своєю природою.
Області знаходилися під контролем римських легіонів в центрі Діва Віктрікс (сучасний Честер) і Іска Августа (Карлеоне).
Найвищими показниками романізації є наявність міських об'єктів і вілл в сільській місцевості. В Уельсі, це можна сказати тільки про прибережний район Південного Уельсу. Були три невеликі міські ділянки поблизу Кервенту.